# Hilarion Capucci
Hilarion Capucci (2 de març de 1922, Alep, Síria - 1 de gener de 2017, Roma, Itàlia) fou un arquebisbe emèrit de l'Orde de Sant Basili dels Melquites d'Alep i activista per la pau.

## Biografia
Fou ordenat sacerdot de l'Orde de Sant Basili dels Melquites d'Alep el 20 de juliol de 1947. El 30 de juliol del 1965 fou nomenat arquebisbe. Durant el seu temps en el càrrec fou un feroç opositor de les polítiques d'Israel, i s'alineà amb els palestins.
El 1974 fou acusat per un tribunal israelita d'emprar el seu estatus diplomàtic per contrabandar armes a l'Exèrcit per l'Alliberament de Palestina i condemnat a 12 anys de presó. Capucci fou un dels presos polítics l'alliberament dels quals fou exigit pels segrestadors palestins del vol Air France 139 el 1976. Fou posat en llibertat un any després a causa de la intervenció de la Santa Seu. Els governs de l'Iraq, Líbia, Sudan, Egipte i Síria han honrat Capucci amb segells postals.
Capucci també s'oposà a la guerra de l'Iraq. Escrigué el pròleg per al llibre Neo-Conned!: Just War Principles a Condemnation of War in Iraq, de John Sharpe.